# بعد کرول
در جبر جابجایی، بعد کرول یک حلقه جابجایی به نام ولفگانگ کرول نام گذاری شده و برابر با سوپریمم طول تمام زنجیره ایده‌آل‌های اول آن حلقه است. نیاز نیست بعد کرول متناهی باشد، حتی اگر حلقه مورد نظر نوتری باشد. بعد کرول را می‌توان به‌طور کلی تر برای مدول‌های روی حلقه‌ها (که شاید ناجابجایی هم باشند) بر اساس انحراف ترتیب جزئی زیرمدول‌ها تعریف کرد.
بعد کرول برای ارائه تعریفی جبری از بعد یک واریته جبری معرفی شده‌است: بعد واریته آفین بر اساس یک ایده‌آل {\displaystyle \mathrm {I} } در یک حلقه چندجمله‌ای چون {\displaystyle \mathrm {R} } برابر بعد {\displaystyle \mathrm {I} } تعریف می‌شود.
میدانی چون {\displaystyle \mathrm {k} } بعد کرول ۰ دارد؛ به‌طور کلی تر {\displaystyle \mathrm {k[x_{1},...,x_{n}]} } دارای بعد کرول {\displaystyle \mathrm {n} } است. حوزه ایده‌آل اصلی (PID) که میدان نباشد دارای بعد کرول ۱ است. یک حلقه موضعی دارای بعد کرول ۰ است اگر و تنها اگر هر عنصر ایده‌آل ماکسیمال آن پوچ توان باشد.
راه‌های متعددی برای تعریف بعد یک حلقه استفاده شده اهست. بسیاری از آن‌ها با بعد کرول برای حلقه‌های نوتری بهٔ مفهوم منتهی می‌شوند، اما ممکن است برای حلقه‌های غیر نوتری متفاوت شوند.

## توضیحات
می‌گوییم یک زنجیره از ایده‌آل‌های اول به فرم {\displaystyle {\mathfrak {p}}_{0}\subsetneq {\mathfrak {p}}_{1}\subsetneq \ldots \subsetneq {\mathfrak {p}}_{n}} دارای طول {\displaystyle \mathrm {n} } است؛ یعنی، طول آن برابر تعداد علامت‌های زیرمجموعه اکید در زنجیره مذکور است، نه تعداد ایده‌آل‌های اول آن؛ اختلاف تعداد این دو ۱ است. ما بعد کرول {\displaystyle \mathrm {R} } را به صورت سوپریمم طول تمام زنجیره‌های ایده‌آل‌های اول درون {\displaystyle \mathrm {R} } تعریف می‌کنیم.
اگر ایده‌آل اولی چون {\displaystyle {\mathfrak {p}}} در {\displaystyle \mathrm {R} } داده شده باشد، ارتفاع {\displaystyle {\mathfrak {p}}} را به صورت {\displaystyle ht({\mathfrak {p}})} نوشته و آن را سوپریمم طول تمام زنجیره ایده‌آل‌های اول شامل {\displaystyle {\mathfrak {p}}} تعریف می‌کنیم، یعنی زنجیره‌هایی چون {\displaystyle {\mathfrak {p}}_{0}\subsetneq {\mathfrak {p}}_{1}\subsetneq \ldots \subsetneq {\mathfrak {p}}_{n}={\mathfrak {p}}}. به بیان دیگر، ارتفاع {\displaystyle {\mathfrak {p}}} برابر بعد کرول موضعی سازی حلقه {\displaystyle \mathrm {R} } در {\displaystyle {\mathfrak {p}}} است. یک ایده‌آل اول دارای ارتفاع صفر است اگر و تنها اگر ایده‌آل اول مینیمال باشد. بعد کرول یک حلقه برابر سوپریمم ارتفاع تمام ایده‌آل‌های ماکسیمال آن است، که برابر با همان سوپریمم ارتفاع تمام ایده‌آل‌های اول آن می‌باشد.
در یک حلقه نوتری، هر ایده‌آل اول دارای ارتفاع متناهی است. با وجود این، ناگاتا مثالی از یک حلقه نوتری با بعد کرول بی‌نهایت ارائه داد. یک حلقه را کتناری (زنجیره ای یا مسلسل) می‌نامند اگر هر دو ایده‌آل که رابطه زیر مجموعه بودن با هم دیگر داشتند، چون {\displaystyle {\mathfrak {p}}\subset {\mathfrak {q}}} را بتوان به زنجیره ماکسیمالی از ایده‌آل‌های اول بین {\displaystyle {\mathfrak {p}}} و {\displaystyle {\mathfrak {q}}} توسعه داد، آنگاه هر دو زنجیره ماکسیمالی بین {\displaystyle {\mathfrak {p}}} و {\displaystyle {\mathfrak {q}}} دارای طولی برابر خواهند بود. یک حلقه را کتناری جهانی گویند اگر هر جبر متناهیاً تولید شده روی آن کتناری باشد. ناگاتا مثالی از یک حلقه نوتری ارائه داد که کتناری نبود.
در یک حلقه نوتری، قضیه ارتفاع کرول می‌گوید که ارتفاع ایده‌آل اول مینیمال روی ایده‌آل تولید شده توسط {\displaystyle \mathrm {n} } عضو حداکثر {\displaystyle \mathrm {n} } خواهد بود.
به‌طور کلی تر، ارتفاع یک ایده‌آل {\displaystyle \mathrm {I} } برابر اینفیموم ارتفاع تمام ایده‌آل‌های اول شامل {\displaystyle \mathrm {I} } است. به زبان هندسه جبری، این کمیت برابر هم-بعد زیر واریته ی {\displaystyle Spec(\mathrm {R} )} متناظر با {\displaystyle \mathrm {I} } است.